# 8677 Charlier
För andra betydelser, se Charlier.
8677 Charlier är en asteroid i huvudbältet som upptäcktes den 2 mars 1992 i samband med projektet UESAC. Den fick den preliminära beteckningen 1992 ES5 och  namngavs senare efter den svenske professorn Carl Charlier, som verkade vid Uppsala observatorium 1890–1897 och vid Lunds observatorium 1897–1927.
Den tillhör asteroidgruppen Eos.
Charliers senaste periheliepassage skedde den 22 oktober 2020.